# 시이 가즈오
시이 가즈오(일본어: 志位和夫, 1954년 7월 29일 ~)는 일본의 정치인으로, 일본 공산당 소속 중의원 의원이다 (통산 6기). 1990년부터 2000년까지 일본 공산당 서기국장을 역임했으며, 2000년부터 일본 공산당의 당수 격인 일본 공산당 중앙위원회 간부회 위원장을 맡고 있다.

## 경력

### 공산당 입당
지바현 인바군 출신이다. 1973년에 도쿄 대학교 공학부 물리공학과를 졸업하였다. 대학교 입학과 함께 소선거구제 반대 운동을 계기로 일본 공산당에 입당하였다. 가즈오 의원은 대학생 시절에 일본 공산당 위원장인 미야모토 겐지 (宮本顕治)의 가족의 가정교사로 있었으며, 대학교 졸업 후 당 도쿄 도 위원회에 취직해, 와세다 대학교 등에서 청년 학생 운동을 담당했다.
1982년부터 당 중앙위원회에서 일했으며, 미야모토 겐지에 의한 발탁으로 1987년의 제18회 당 대회에서 준중앙위원에 선출돼 1988년에 서기국원에 임명되었다. 1989년에 당 중앙위원에 선출돼 1990년 제19회 당 대회에서 당시 35세의 젊은 나이로 일본 공산당 중앙위원회 서기국장이 되었다.

### 중의원 당선
1993년 제40회 중의원 의원 총선거에서 구 (舊) 지바 1구에서 출마해 중의원 의원에 첫 당선되었으며, 선거 제도가 소선거구 비례 대표 병립제로 바뀐 후인 1996년, 2000년, 2003년, 2005년, 2009년 총선거에서는 모두 비례 대표 미나미칸토 블록 (比例南関東ブロック)으로 당 단독 1위 후보자로 입후보 해 당선되었다. 후와 데쓰조 (不破哲三)의 후임으로서 2000년의 제22회 당 대회 때부터 일본 공산당의 당수인 일본공산당 중앙위원회 간부회 위원장을 맡고 있다.

### 대한민국방문
2006년 9월, 일본 공산당 당수 자격으로는 처음으로 대한민국을 공식 방문하였다. 아시아정당국제회의(ICAPP) 제4차 총회 참석을 위해 방문한 것이었다. 가즈오 위원장은 서대문형무소 체험에 참여해 한겨레 21과의 인터뷰에서 "서대문형무소에선 과거 일제 식민지배의 폭력적인 억압과 잔혹함, 한국민들이 겪었을 아픔이 가슴 깊이 새겨졌다."라고 일본의 과거사에 대해 사과하였고 서대문형무소 희생자 추모비에 헌화하였다.
또한 "일본에도 평화를 지키려 노력하고, 한국의 통일과 평화를 위해 힘써온 세력이 있다는 것을 알아줬으면 좋겠다. 일본 공산당의 전쟁 전 역사를 보면, 그 시대에도 한국의 인민들과 연대하려고 노력했다. 한국인들이 일본의 우경화를 걱정하는 걸 잘 알고 있다. 우려스런 점이 있는 것도 사실이지만 평화를 지키려는 에너지도 있다는 점을 알아달라."고 당부하였다.

## 역대 선거 결과
|  | 11.5% |

|  | 13.1% |

|  | 11.23% |

|  | 7.76% |

|  | 7.25% |

|  | 7.03% |

|  | 6.13% |

|  | 11.37% |

|  | 7.90% |

## 같이 보기
- 일본공산당
- 미야모토 겐지